# Jessica Hardy
Pour les personnes ayant le même patronyme, voir Hardy.
Jessica Hardy, née le 12 mars 1987 à Long Beach, est une nageuse américaine, dont les spécialités sont la brasse et la nage libre. Elle participe notamment aux Jeux olympiques de Londres lors des épreuves de 50 mètres nage libre et de 100 mètres nage libre à titre individuel. Elle est mariée au nageur Dominik Meichtry.

## Biographie
Jessica Hardy est exclue des Jeux olympiques de Pékin après un contrôle antidopage réalisé à l'occasion des sélections américaines et qui a révélé une faible présence de clenbuterol, une substance anabolisante interdite. La défense de Jessica Hardy a fait valoir une consommation involontaire par un complément alimentaire contaminé. La nageuse américaine a été suspendue un an (du 1er août 2008 au 31 juillet 2009). L'agence mondiale antidopage a fait appel de cette suspension mais elle a été confirmée par le Tribunal arbitral du sport en 2010.

## Palmarès

### Jeux olympiques
- Jeux olympiques d'été de 2012 à Londres (Royaume-Uni) :
  -  Médaille d'or du relais 4 × 100 m quatre nages
  -  Médaille de bronze du relais 4 × 100 m nage libre

### Championnats du monde
Grand bassin
- Championnats du monde 2005 à Montréal (Canada) :
  -  Médaille d'argent du 50 m brasse
  -  Médaille d'argent du 100 m brasse
  -  Médaille d'argent du relais 4 × 100 m quatre nages

- Championnats du monde 2007 à Melbourne (Australie) :
  -  Médaille d'or du 50 m brasse
  -  Médaille d'argent du relais 4 × 100 m quatre nages

- Championnats du monde 2011 à Shanghai (Chine) :
  -  Médaille d'or du 50 m brasse
  -  Médaille d'argent du relais 4 × 100 m nage libre

- Championnats du monde 2013 à Barcelone (Espagne) :
  -  Médaille d'or du relais 4 × 100 m quatre nages
  -  Médaille de bronze du 50 m brasse
  -  Médaille de bronze du 100 m brasse

Petit bassin
- Championnats du monde 2006 à Shanghai (Chine) : 
  -  Médaille d'argent du relais 4 × 100 m quatre nages
  -  Médaille de bronze du 50 m brasse

- Championnats du monde 2008 à Manchester (Royaume-Uni) :
  -  Médaille d'or du 50 m brasse
  -  Médaille d'or du 100 m brasse
  -  Médaille d'or du relais 4 × 100 m quatre nages

- Championnats du monde 2010 à Dubaï (Émirats arabes unis) : 
  -  Médaille d'argent du relais 4 × 100 m quatre nages
  -  Médaille d'argent du relais 4 × 100 m nage libre

- Championnats du monde 2012 à Istanbul (Turquie) : 
  -  Médaille de bronze du relais 4 × 100 m quatre nages
  -  Médaille d'or du relais 4 × 100 m nage libre

### Championnats pan-pacifiques
- Championnats pan-pacifiques 2006 à Victoria (Canada) :
  -  Médaille d'argent du relais 4 × 100 m quatre nages

- Championnats pan-pacifiques 2010 à Irvine (États-Unis) :
  -  Médaille d'or du 50 m brasse
  -  Médaille d'or du 50 m nage libre
  -  Médaille d'or du relais 4 × 100 m nage libre
  -  Médaille d'or du relais 4 × 100 m quatre nages

## Records
- Record du monde du 100 mètres brasse avec 1 min 4 s 45 en 2009
- Record du monde du 50 mètres brasse avec 29 s 80 en 2009